# Australasian Championships 1920
Die 13. Australasian Championships waren ein Tennis-Rasenplatzturnier der Klasse Grand Slam, das von der ILTF veranstaltet wurde. Es fand vom 15. bis 20. März 1920 in Adelaide, Australien statt.
Titelverteidiger waren im Einzel Algernon Kingscote und im Doppel Pat O’Hara Wood und Ronald Thomas.